# Buix
Buix (toponimo francese; in tedesco Buchs, desueto) è una frazione di 462 abitanti del comune svizzero di Basse-Allaine, nel Canton Giura (distretto di Porrentruy).

## Storia

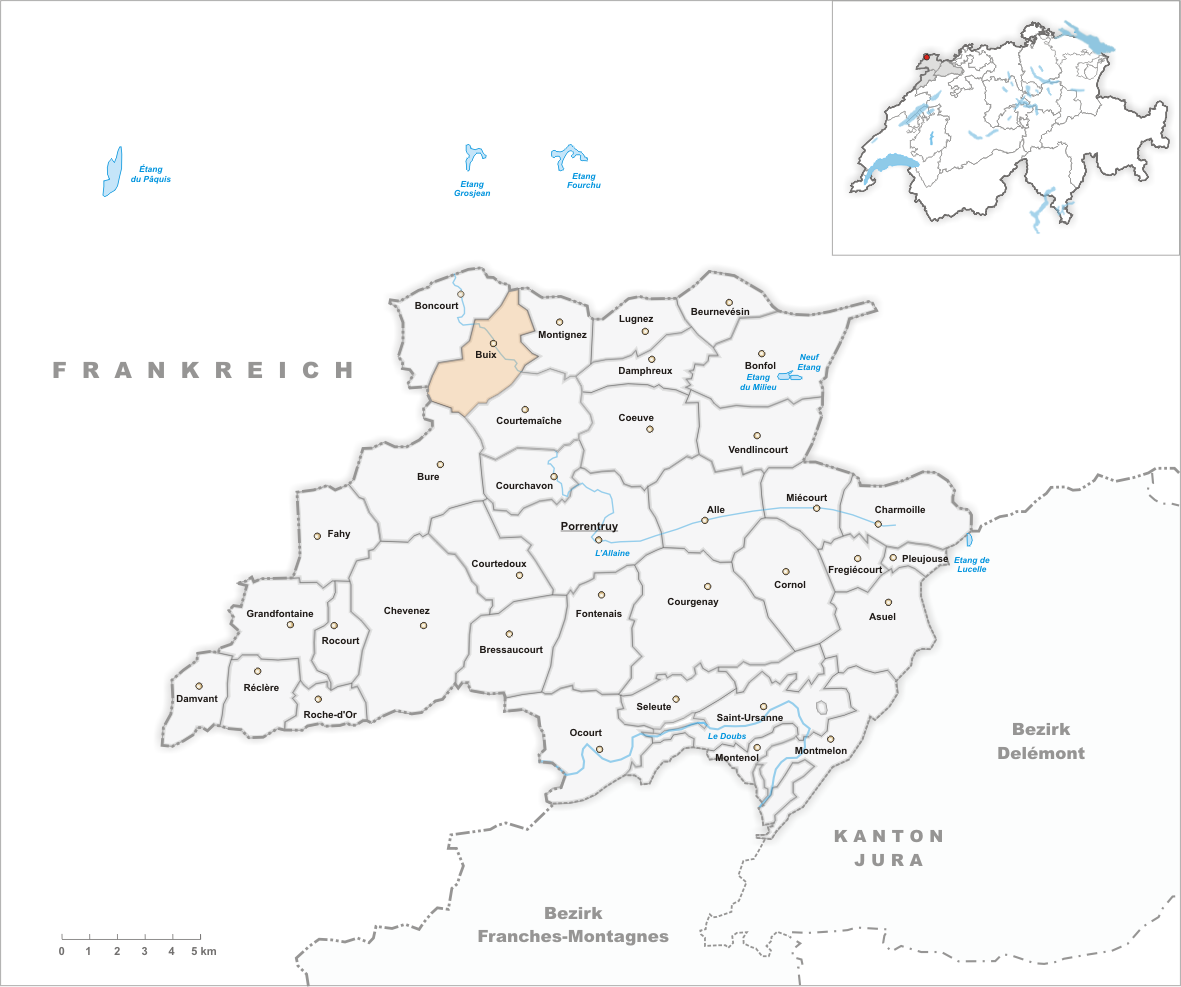
Il territorio del comune di Buix prima degli accorpamenti comunali del 2009

Già comune autonomo che si estendeva per 8,23 km² e che comprendeva anche la frazione di Le Maira, il 1º gennaio 2009 è stato accorpato agli altri comuni soppressi di Courtemaîche e Montignez per formare il nuovo comune di Basse-Allaine.

## Monumenti e luoghi d'interesse

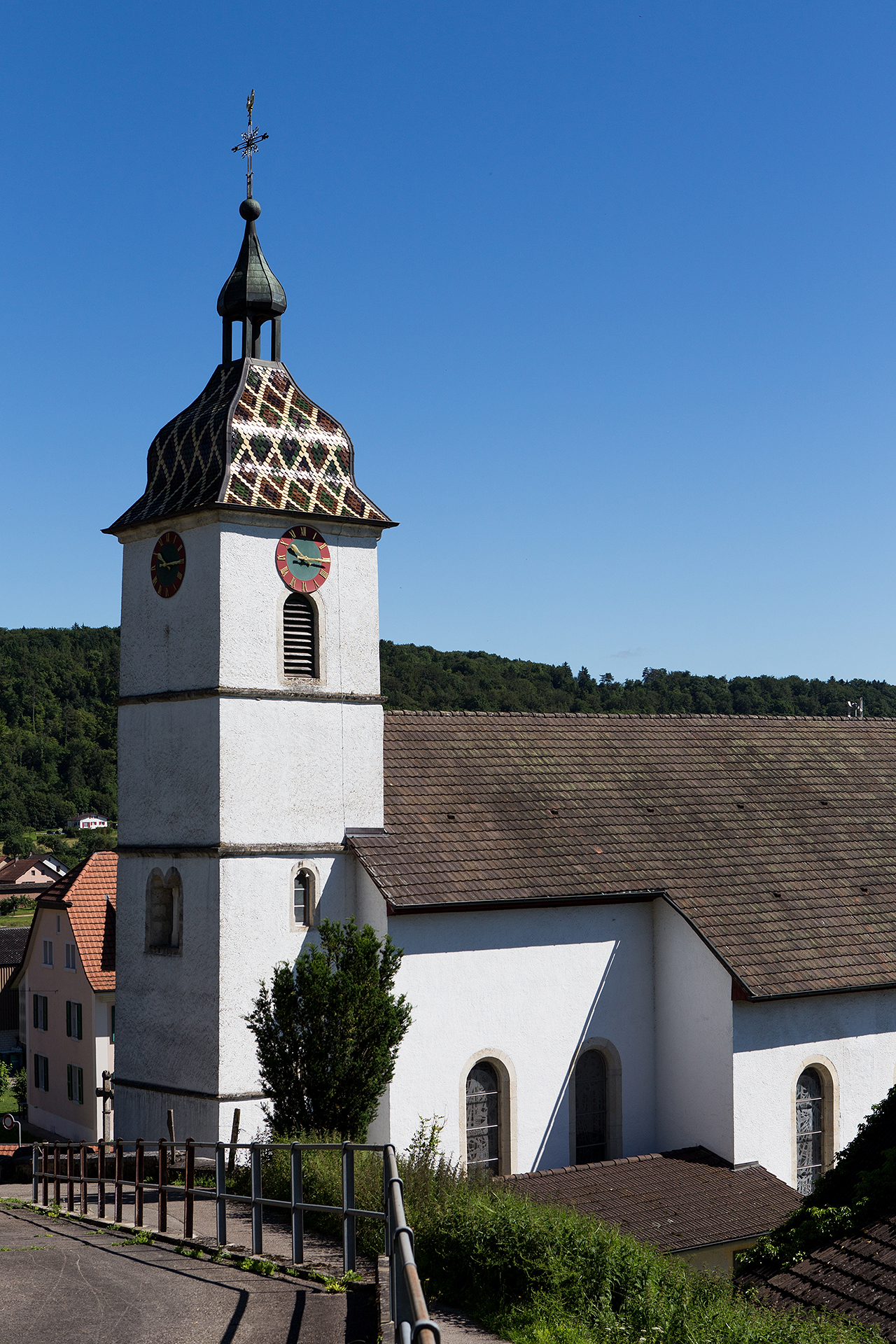
La chiesa di San Maurizio

- Chiesa cattolica di San Maurizio, attestata dal 1157[1];
- villa gallo-romana di Prairie-Dessous[1].

## Società

### Evoluzione demografica
L'evoluzione demografica è riportata nella seguente tabella:
Abitanti censiti

## Amministrazione
Comune politico e comune patriziale erano uniti nella forma del commune mixte.